# The Vampire Bat
The Vampire Bat is een Amerikaanse horrorfilm uit 1933.

## Verhaal
Het plaatsje Kleinschloss heeft te maken met een reeks van sterfgevallen, als gevolg van bloedverlies. Politie-inspecteur Karl is sceptisch, terwijl Dr. von Niemann voor de slachtoffers zorgt. De verdenking valt op de simpele Herman Gleib, vanwege diens voorliefde voor vleermuizen, maar is hij ook werkelijk de schuldige?

## Rolverdeling
| Acteur           | Personage                    |
| ---------------- | ---------------------------- |
| Lionel Atwill    | Dr. Otto von Niemann         |
| Fay Wray         | Ruth Bertin                  |
| Melvyn Douglas   | Karl Brettschneider          |
| Maude Eburne     | Gussie Schnappmann           |
| George E. Stone  | Kringen                      |
| Dwight Frye      | Hermann Gleib                |
| Robert Frazer    | Emil Borst                   |
| Rita Carlisle    | Martha Mueller               |
| Lionel Belmore   | Bürgermeister Gustave Schoen |
| William V. Mong  | Sauer                        |
| Stella Adams     | Georgiana                    |
| Paul Weigel      | Dr. Holdstadt                |
| Harrison Greene  | Weingarten                   |
| William Humphrey | Dr. Haupt                    |
| Carl Stockdale   | Schmidt                      |
| Paul Panzer      | Townsman                     |